# De speurder in de gevangenis
De speurder in de gevangenis is een hoorspel van Philip Levene. Question of guilt werd door de BBC op 1 januari 1964 uitgezonden. Ben Heuer vertaalde het en de KRO zond het uit op dinsdag 10 juni 1969 in het programma Dinsdagavondtheater. De regisseur was Léon Povel. Het hoorspel duurde 67 minuten.

## Rolbezetting
- Bert van der Linden (Ted Brophy)
- Jeanne Verstraete (miss Turner)
- Harry Bronk (Peter Harris)
- Han König (Sam Waites)
- Jacques Snoek (Dave Elton)
- Harry Emmelot (Mr. Crowley)
- Jan van Ees (kolonel Yates)
- Paul Deen (Mousey Doule)
- Jan Verkoren (een bewaker)

## Inhoud
In dit verhaal is de speurder niet een politieman, maar een tot vele jaren veroordeelde misdadiger. Zijn werkterrein ligt uitsluitend tussen de gevangenismuren. Hij heeft in dit speciale geval aanleiding gevonden om één keer de taak over te nemen van de beroepsspeurders, die op een of andere manier toch een detail over het hoofd moeten hebben gezien, waardoor een nieuwe gevangene tot gevangenisstraf werd veroordeeld. Hij vindt het een intrigerend geval dat hem niet loslaat. Het bewijsmateriaal tegen de nieuwe gevangene is echter onweerlegbaar en wel zo overtuigend dat de veroordeelde zelf geen enkele uitweg meer ziet om zijn eigen bewering te staven dat hij onschuldig is. Daarom is het ook voor de luisteraar zo’n intrigerend geval: hij is geneigd te geloven dat de man werkelijk onschuldig is, maar hoe moet dat dan bewezen worden? Temeer nog omdat een gevangene die op eigen houtje aan het speuren gaat niet over de nodige bewegingsvrijheid beschikt…